# Nicholas Hooper
Nicholas Hooper é um dos principais compositores do Reino Unido. Escreveu e produziu músicas para mais de 250 filmes, dramas e documentários desde 1985 e desenvolveu uma reputação musical elogiável com traços originais, inspirados e coloridos.

## Biografia
As suas composições já receberam várias honrarias. Em 2004 ganhou o BAFTA na categoria Melhor Trilha Original por The Young Visiters, também sendo nomeado por State of Play. Hooper foi indicado ao BAFTA também em 2006  pela sua contribuição em The Girl in the Café. Antes disto mais indicações por The Way We Live Now. Em 1998 ganhou o prêmio Panda de Ouro por Land of the Tiger, documentário sobre a Índia exibido pelo canal BBC. No ano seguinte ganhou novamente (tendo sido indicado para três trilhas diferentes), o que lhe tornou o primeiro compositor a ganhar esta premiação consecutivamente.
Outros filmes que tiveram participação de Hooper em suas trilhas foram The Heart Of Me, estrelado por Helena Bonham Carter e Olivia Williams, e The Tichbourne Claimant. E ainda compôs a trilha do quinto filme da franquia Harry Potter, Harry Potter and the Order of the Phoenix e depois Harry Potter and the Half-Blood Prince em 2008, sendo indicado a um Grammy Award. Sendo assim seu último trabalho na franquia Harry Potter segundo o próprio Nicholas Hooper.

## Ligações Externas
- Nicholas Hooper. no IMDb.